# Fifty Dead Men Walking
Fifty Dead Men Walking is een film uit 2008 onder regie van Kari Skogland. De film is gebaseerd op de gelijknamige autobiografie van Martin McGartland en ging op 10 september 2008 in première op het Toronto Film Festival.

## Verhaal
De film speelt zich af in Noord-Ierland eind jaren 80. Marty McGartland is een heler uit Belfast. Wanneer de Britse politie hem oppakt voor heling wordt hij door hen gerekruteerd als spion. Marty wordt benaderd door het Irish Republican Army en wordt volunteer. Zijn vriendin Lara met wie hij een zoontje heeft weet niets van Marty's dubbelleven. De MI5 wil hem als lokaas gebruiken om dichter bij de IRA te komen. Marty wordt ontmaskerd en opgepakt en gemarteld door de IRA. Hij ontsnapt en houdt zich schuil bij zijn contactpersoon bij de Britse politie en krijgt een nieuwe identiteit. De IRA weet hem toch te vinden en pleegt een moordaanslag op hem, die hij overleeft.

## Rolverdeling
- Jim Sturgess - Martin McGartland
- Rose McGowan - Grace
- Ben Kingsley - Fergus (schuilnaam voor Dean)
- Kevin Zegers - Sean
- Nathalie Press - Lara
- William Houston - Ray

## Achtergrond

### Gebaseerd op een waargebeurd verhaal
De film en het boek zijn gebaseerd op het leven van Martin McGartland. Hij beweert dat zijn spionagewerk uiteindelijk de levens van vijftig mensen heeft gered. Nadat McGartland werd gearresteerd, besloot hij te werken als infiltrant van de IRA. De informatie gaf hij door aan de Special Branch, een organisatie die terrorisme probeert te bestrijden. In 1991 werd hij echter ontmaskerd. De IRA pakte hem op, met de intentie hem te martelen en te vermoorden. Hij wist te ontsnappen en vluchtte naar Engeland, waar hij een nieuw leven opbouwde.
De film kwam in 2007 tot stand onder de werktitel Man on the Run. In november 2007 waren alle castleden bevestigd. De opnames vonden op locatie plaats tussen oktober en december 2007. In juli 2008 werd aangekondigd dat de film in première zou gaan op het Toronto Film Festival.